# Championnat du Maroc de football de troisième division 2017-2018
Navigation
Édition précédente Édition suivante
Le Championnat du Maroc de football D3 2017-2018 oppose 16 clubs regroupés au sein d'une poule unique où les équipes se rencontrent deux fois, à domicile et à l'extérieur.
En fin de saison, les deux derniers sont relégués et remplacés par les deux premiers clubs de la division Amateurs I, l'équivalent de la D4 au Maroc. Les deux premières places sont qualificatives à la Botola 2 2018-2019.

## Classement
| Rang | Équipe               | Pts | J  | G  | N  | P  | Bp | Bc | Diff |
| ---- | -------------------- | --- | -- | -- | -- | -- | -- | -- | ---- |
| 1    | Chabab Riadi Salmi   | 53  | 30 | 14 | 11 | 5  | 40 | 28 | +12  |
| 2    | Renaissance Zemamra  | 51  | 30 | 14 | 9  | 7  | 36 | 19 | +17  |
| 3    | Stade Marocain       | 44  | 30 | 11 | 11 | 8  | 34 | 24 | +10  |
| 4    | Chabab Houara        | 43  | 30 | 10 | 13 | 7  | 28 | 21 | +7   |
| 5    | CODM de Meknès       | 41  | 30 | 9  | 14 | 7  | 27 | 25 | +2   |
| 6    | Chabab M'rirt        | 41  | 30 | 10 | 11 | 9  | 31 | 36 | -5   |
| 7    | Tihad Athletic Sport | 38  | 30 | 9  | 11 | 10 | 24 | 31 | -7   |
| 8    | Olympique Youssoufia | 37  | 30 | 9  | 10 | 11 | 23 | 28 | -5   |
| 9    | AAS Ouislane         | 37  | 30 | 8  | 13 | 9  | 24 | 33 | -9   |
| 10   | EJS Casablanca       | 36  | 30 | 8  | 12 | 10 | 34 | 34 | 0    |
| 11   | Fath Nador           | 35  | 30 | 8  | 11 | 11 | 35 | 32 | +3   |
| 12   | CSM Ouarzazate       | 35  | 30 | 7  | 14 | 9  | 23 | 29 | -6   |
| 13   | Wafaa Fès            | 34  | 30 | 7  | 13 | 10 | 24 | 28 | -4   |
| 14   | US Témara R          | 33  | 30 | 6  | 15 | 9  | 17 | 23 | -6   |
| 15   | USM Ait Melloul R    | 33  | 30 | 5  | 18 | 7  | 30 | 31 | -1   |
| 16   | Mouloudia Assa       | 30  | 30 | 6  | 12 | 12 | 29 | 37 | -8   |

Source : Goalzz.com